# باربارا کینگسالور
باربارا کینگسالور (انگلیسی: Barbara Kingsolver؛ زادهٔ ۸ آوریل ۱۹۵۵) یک رمان‌نویس، و شاعر اهل ایالات متحده آمریکا است.